# Congère
Pour les articles homonymes, voir Banc.
Vous lisez un « bon article » labellisé en 2009.

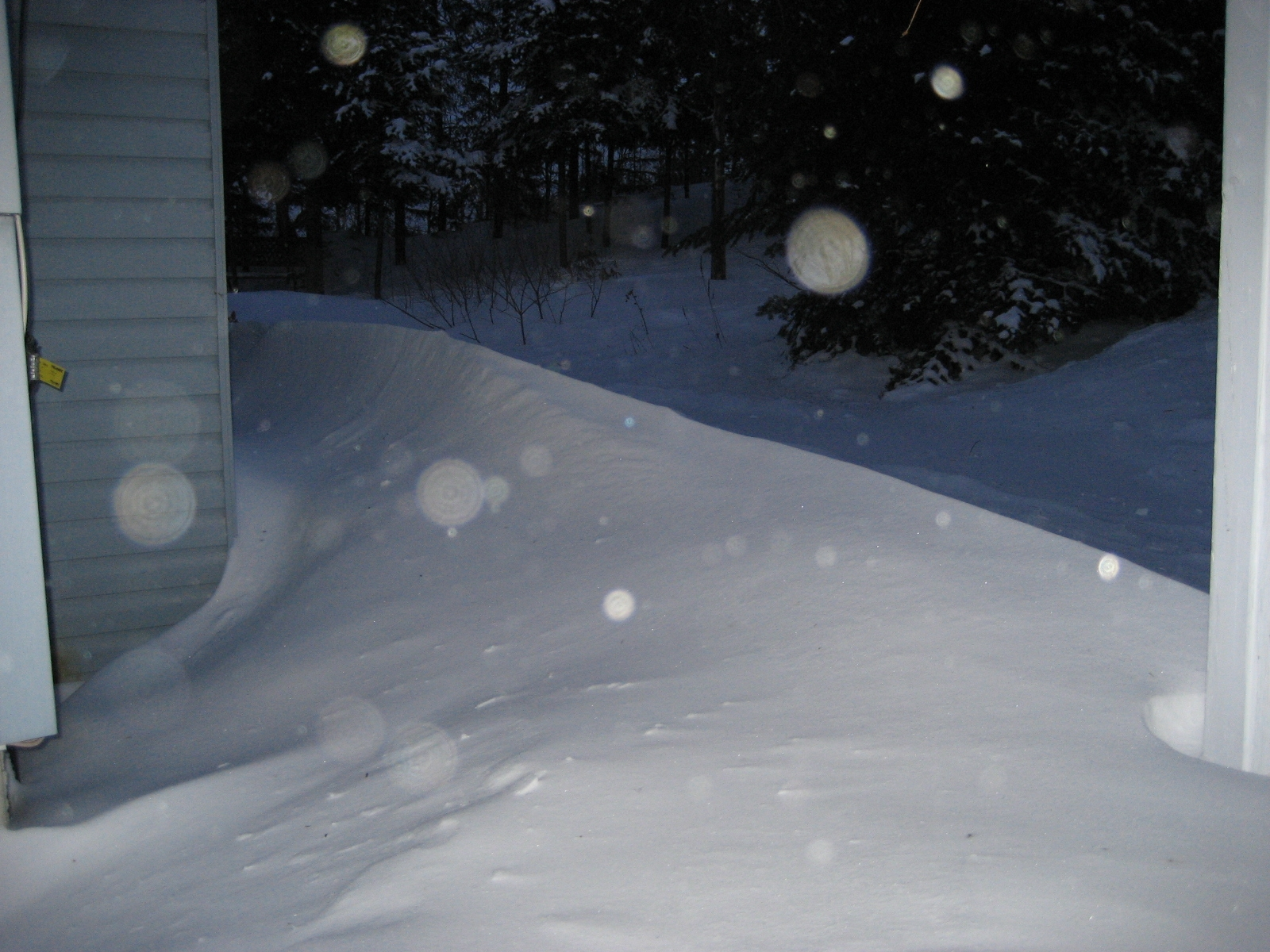
Congère sculptée par le vent, derrière un mur d'habitation.

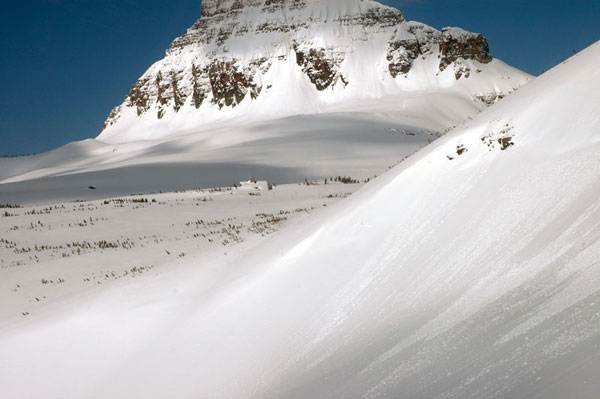
Vue sur le Big Drift, au premier plan, une congère de trente mètres d'épaisseur qui se forme en hiver dans le parc national de Glacier aux États-Unis.

Une congère, ou un banc de neige au Canada, est un amas de neige résultant de l'action du vent. Lorsqu'il souffle fort, particulièrement en violentes rafales, de grandes quantités de neige peuvent être déplacées et s'accumuler dans les endroits où son effet est le plus faible. À terme, elles peuvent entourer voire recouvrir certains obstacles et deviennent dangereuses en raison de leur poids ou des entraves qu'elles constituent pour la circulation et d'autres activités humaines.
La population des pays nordiques a depuis longtemps trouvé différents moyens  de contrôler la position des congères autour des habitations et des voies de communications, réduisant ainsi les aléas et les inconvénients. À partir des années 1990, des travaux de simulation ont été réalisés permettant de mieux adapter l'urbanisme et les systèmes de déflexion à ce phénomène.

## Définition
Une congère est un amas de neige qui se forme du fait de l'action du vent,. Ce terme proviendrait du verbe latin congero signifiant « accumuler ». Il est apparu dans la langue française tardivement (1866) et serait issu de différents dialectes où le mot était déjà présent (wallon, franco-provençal, occitan). Il est en particulier souvent employé en occitan du Massif central en France où le phénomène est fréquent.
En Franche-Comté, et en particulier dans le Haut-Doubs, on parle de « menées » pour désigner les congères[réf. souhaitée].
En Suisse romande, on parle souvent d'une « gonfle » pour désigner une congère.
En Amérique du Nord, le terme de « banc de neige » est le plus souvent employé mais il désigne également un amas de neige qui a été formé mécaniquement lors du déblaiement par un chasse-neige,,, soit un andain de neige,. L'appellation « banc de neige » est souvent perçue à tort comme un calque de l'anglais, mais son attestation dans le français au Canada remonte au début du XVIIIe siècle, donc avant la conquête anglaise. On retrouve même son utilisation dans les anciens parlers du Nord de la France. Son emploi est aussi légitime que « banc de sable ».
Dans le français acadien, les termes « rouleau de neige » ou « houle de neige » peuvent être utilisés à la place de « banc de neige ». « Roulis de neige » et « roue de neige » existent aussi mais sont rares.

## Formation

### Transport

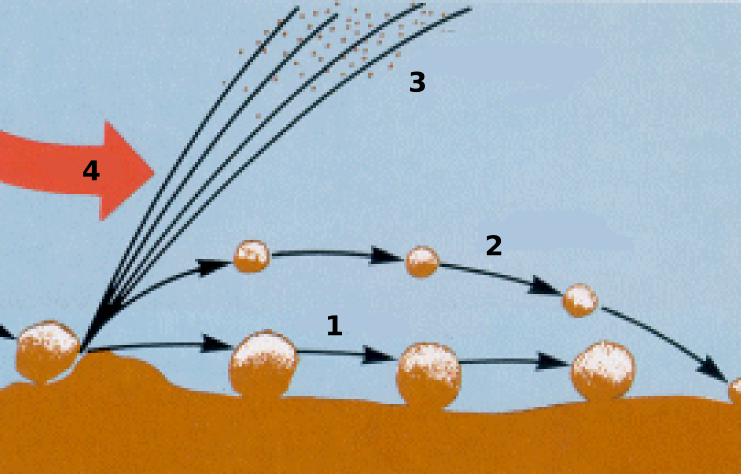
1- Reptation ;
2- Saltation ;
3- Diffusion/suspension ;
4- Sens du vent.

La formation de congères dépend non seulement de la neige au sol, de celle qui tombe et du vent, mais également de la température et du type de flocons. En effet, une neige très dense ou très compacte sera très difficile à détacher et soulever. À des températures très froides, le vent va soulever la couche superficielle pour former des congères durant un certain temps mais le tassement du reste donnera une croûte de surface plus difficile à éroder. Lorsque la température est près du point de fusion, les flocons absorbent beaucoup de vapeur d'eau de l'air environnant et givrent, ce qui augmente leur masse et leur résistance au vent. Lorsque la température atteint ou dépasse zéro degré Celsius, la neige fond partiellement ce qui augmente sa densité et augmente sa cohésion, rendant impossible son soulèvement.
La neige se déplace de trois manières, :
- par reptation, le vent déplace de proche en proche les grains les plus gros en un mouvement graduel et sans perte de contact avec la masse sous-jacente ;
- par saltation, les particules moins lourdes sont soulevées par le vent à une certaine hauteur et retombent sous l'effet de leur propre poids, en rebondissant et en éjectant d'autres particules par impact. Ce soulèvement est de l'ordre de quelques centimètres à quelques dizaines de centimètres ;
- par diffusion/suspension turbulente, les flocons très légers peuvent être pris dans une turbulence mécano-thermique par les vents qui les transportent à une grande distance en les soulevant jusqu'à plusieurs dizaines de mètres de hauteur.

Quand la vitesse du vent est inférieure à un certain seuil qui dépend de la densité et de la cohésion de la neige, il n'y a généralement pas de transport de celle-ci. En général, ce seuil est au moins égal à 10 km/h, même avec les neiges les plus poudreuses. Dès qu'il est dépassé, le transport de masse varie de façon exponentielle avec l'accroissement de vitesse, surtout par reptation.

### Dépôt
Les variations de relief modifient le profil vertical des vitesses du vent. Lorsque la couche de surface doit surmonter un obstacle, comme une colline, une automobile ou un édifice, les vents augmentent au sommet de l'obstacle par effet Venturi (région au vent). Au contraire, de l'autre côté, le vent diminue rapidement sous le niveau de l'obstacle (région sous le vent). De la même manière, le vent contourne latéralement un obstacle et il se forme des zones d'accélération de chaque côté de celui-ci ainsi que de décélération juste derrière. La vitesse du vent diminue également au pied de la pente exposée au vent par friction.
La neige sera mise en mouvement dans les zones d'accélération (dites zones d'ablation ou d’érosion par le vent) et déposée dans les zones de décélération (zone de dépôt). Les congères se forment donc dans les zones où le déplacement de l'air passe sous la vitesse du seuil de transport. La reptation est responsable de structures créées à la surface de la neige. La saltation et la diffusion sont à l'origine des congères elles-mêmes.

### Structures

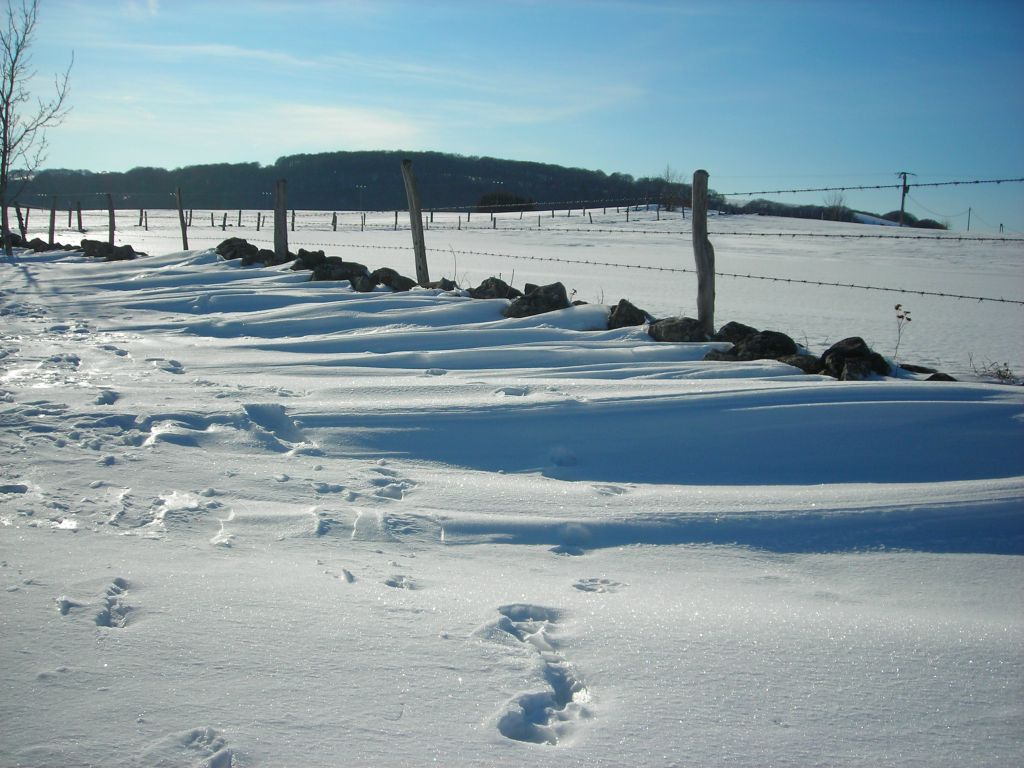
Petites congères formées derrière un muret, dans les monts d'Aubrac (Massif central, France).

Dans le cas d'obstacles isolés, des congères souvent considérables se forment donc sur les côtés sous le vent, tandis que la neige s'amoncelle en quantité moindre sur ceux qui sont exposés au vent. L'érosion éolienne engendre ordinairement une concavité caractéristique ou une zone exempte de neige à l'avant et sur les côtés. Avec le temps, les congères tendent à encercler les obstacles à l'intérieur d'une enceinte de neige profilée en demi-lune. Une fois cette forme atteinte, elles n'en changent plus tant que la direction du vent reste la même ou que la surface générale de la neige ne dépasse pas en hauteur les côtés de l'obstacle.
Dans le cas d'obstacles multiples ou de vents tourbillonnants, elles prendront des formes diverses similaires à celles des dunes : étoiles, lignes, paraboles, etc.

## Impacts

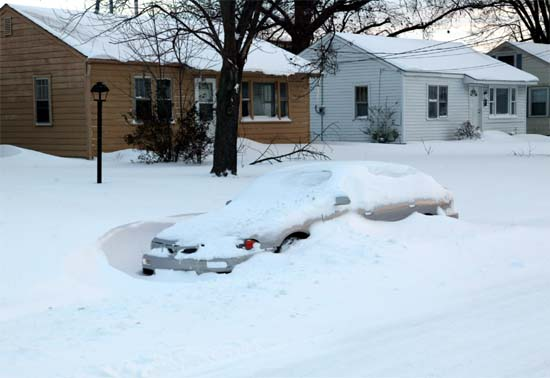
Automobile prise dans une congère après une tempête de neige.

Les congères deviennent des obstacles à contourner ou à franchir lors de déplacements dans une région couverte de neige, tant pour les humains que pour les animaux. Elles représentent un inconvénient certain lorsqu'elles se forment sur ou en travers des routes et des voies ferroviaires qu'il faut alors déneiger aux moyens de chasse-neige ou d'épandeuses (salage). Les vents peuvent former des corniches à leur sommet et leurs pentes sont instables,. Dans le cas de très grosses congères, des avalanches sur leurs pentes peuvent ensevelir les personnes les traversant. En montagne, les effets du relief et les mouvements de terrain peuvent accroître le phénomène et la formation de plaques à vent sur les pentes à l'abri du vent en font alors une zone particulièrement propice à ce type d'accident.
Autour des bâtiments, les amoncellements de neige entraînent des inconvénients variés lorsqu'ils en interdisent l'accès, ce qui peut être dangereux en cas d'urgence entraînée, par exemple, par un incendie. Les congères peuvent mener à l'effondrement des toits d’habitations ou de serres sous l’effet du poids de la neige en cas de fortes précipitations, surtout quand la neige devient plus dense en tombant à une température proche de zéro degré Celsius. Au printemps, la lente fonte des amas de neige laisse le sol humide et boueux.
D'un autre côté, les congères n'ont pas que des inconvénients. La protection isolante de la neige permet à la végétation d'affronter les rigueurs de l'hiver et une congère signifie une plus grande épaisseur du manteau neigeux à l'endroit où elle repose. Sa fonte, au printemps, fournit également une grande quantité d'eau nécessaire à la repousse. Ces amas de neige sont finalement très appréciés par les enfants en hiver ; ils y font des glissades en toboggan ou y creusent des forteresses naturelles lors de « bataille de boules de neige ».

## Études et modélisation

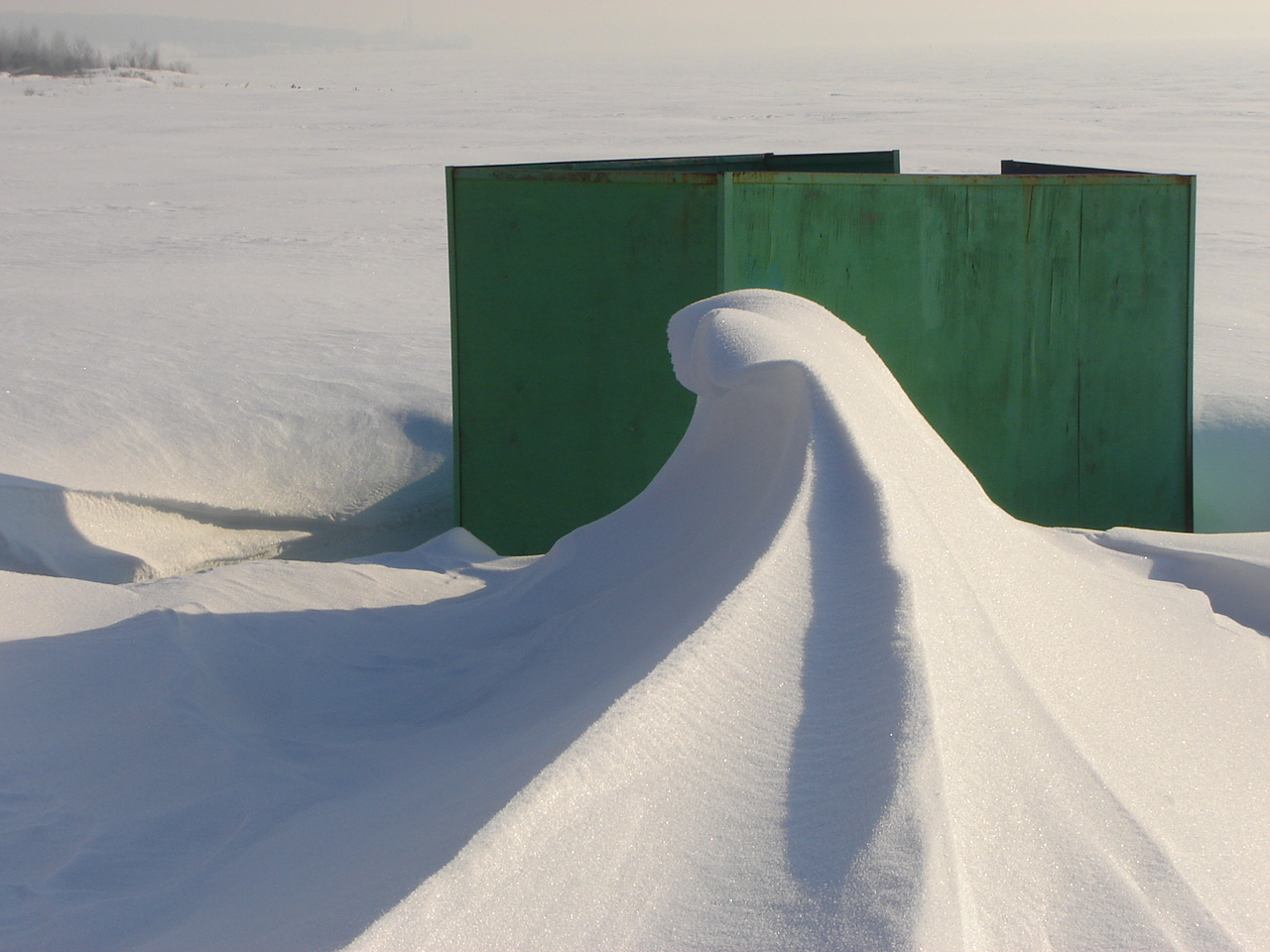
Vague de neige sculptée par le vent sur la plage d'Akademgorodok, en Sibérie.

Jusqu’au début des années 1970, les relevés in situ ont constitué la méthode principale de cartographie des zones de congères pour la gestion du risque. Puis R. D. Tabler, en 1975, suggéra une méthode statistique pour déterminer la forme des congères en fonction des pentes du terrain. Dans les années 1990, G. Brugnot, de l'Institut de recherche pour l'ingénierie de l'agriculture et de l'environnement (Cemagref), développa un système expert permettant de déterminer sur un tracé routier les zones en travers potentiellement touchées par les congères en lui fournissant des données comme l’altitude du terrain naturel, l’altitude et la géométrie des objets environnants, l’exposition et l’orientation par rapport au vent dominant, la pente du terrain, ainsi que le type de barrière à neige utilisée (dit « profil en travers »).
Parallèlement, le travail en soufflerie et l'étude théorique des forces en jeu ont permis de développer des simulations informatiques de la formation des congères. Dans ces modèles, les écoulements atmosphériques et le transport de la neige sont simulés à l'aide d'équations. Très difficiles à introduire dans ces simulations, la géométrie des parois des obstacles et les types de surfaces du terrain rencontré y jouent cependant un rôle primordial. En effet, c'est sur ceux-ci que se produisent, par friction, les échanges de quantité de mouvement et de chaleur qui déterminent l'écoulement final de l'air dans la couche limite de l'atmosphère au-dessus du sol. Naturellement, ces modèles doivent être couplés à des données météorologiques précisant le type et l'intensité des chutes de neige ainsi que les vents dans la zone étudiée. L'intégration dans le calcul des caractéristiques du terrain permet au modèle de dégager une évolution temporelle et spatiale des dépôts de neige, ce qui permet de repérer à l'avance les effets lors de constructions projetées, de définir les régions à risque pour les avalanches ou de remédier à des problèmes d'accumulations sur des structures et routes existantes,.

## Contrôle
Le déneigement est une nécessité coûteuse dans les pays nordiques. Il demande beaucoup de personnel et de travail manuel ou mécanique. Bien qu'il soit impossible d'éliminer totalement ces coûts, il est en général possible, en tenant compte des caractéristiques topographiques des lieux, d'orienter au mieux les édifices ou, s'ils sont déjà élevés, de mettre des barrières de façon à limiter l'importance des congères,. Le principe est de se servir des caractéristiques du transport et du dépôt de la neige en cherchant à créer des zones de déblaiement naturel.

### Urbanisation
Les congères les plus petites se rencontrent d'ordinaire au sommet des collines exposées au vent qui sont surtout des zones d'ablation. Les immeubles et les routes devront donc si possible être situés sur des points élevés : il n'est pas nécessaire de les mettre en haut du relief mais une surélévation par rapport au terrain environnant créera l'accélération des vents nécessaire à l'évacuation souhaitée de la neige. Il faut éviter de placer tout obstacle tel que des haies, des groupes d'arbres ou des bâtiments trop près des aires de circulation, afin de minimiser les congères qui vont les entourer et qui peuvent atteindre des longueurs de six à neuf fois la hauteur de ceux-ci. Il est également préférable de placer l'axe long des bâtiments dans la direction du vent dominant, ce qui rendra les congères moins importantes puisqu'elles se formeront derrière le mur le plus court.

### Barrières

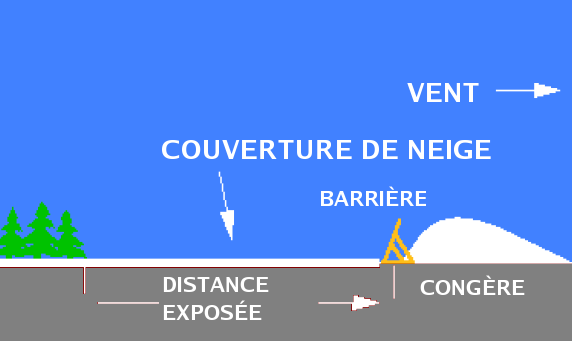
Positionnement d'une barrière collectrice de protection.

Quand il est impossible d'éviter l'apparition de congères, il existe différents types de barrières qui permettent de faciliter leur formation à certains endroits pour en préserver d'autres. Par exemple, le long d'une route très exposée au vent, sans obstacle naturel, des clôtures à neige pourront être installées afin de ralentir le transport de la neige et la forcer à se déposer avant ou après la route, l'édifice, etc.

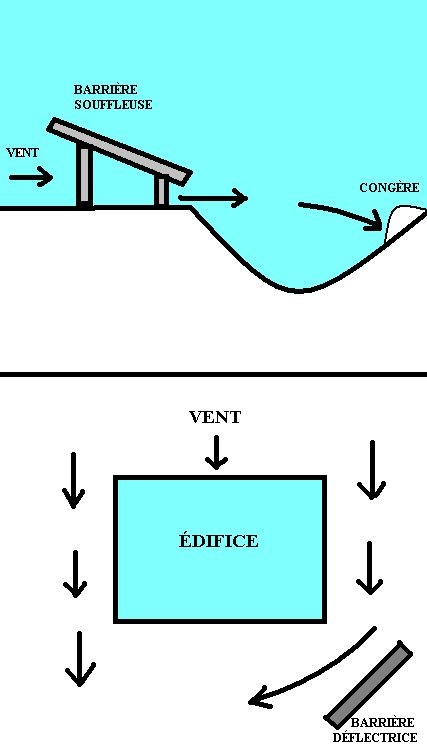
Barrières souffleuses et déflectrices

Les barrières collectrices sont des clôtures pleines, ou à claire-voie, placées perpendiculairement au vent dominant. Elles permettent à la neige de s'accumuler de part et d'autre de l'obstacle, mais essentiellement du côté sous le vent, limitant la formation de congères plus loin derrière. Les clôtures pleines produisent des congères plus hautes mais s'étendant moins loin derrière la clôture que celles à claire-voie. Le choix dépend donc du coût des aménagements ainsi que de la distance disponible entre la barrière et la zone à protéger. Par exemple, une clôture pleine sera nécessaire si la distance disponible est courte mais une clôture à claire-voie fera l'affaire si l'espace disponible est important, surtout si la zone à protéger s'étend sur plusieurs kilomètres.
Les barrières souffleuses sont des tables (panneaux) montées sur de petits pilotis. Ces derniers sont plus longs du côté au vent que celui sous le vent ce qui donne un angle d'ouverture de façon à former un goulet d'étranglement entre la table et le sol. Par effet Venturi, l'air est accéléré dans ce goulot et la neige qui s'y engouffre avec celui-ci ne s'accumule pas avant une certaine distance derrière de la barrière. Elle est utilisée en général au sommet d'une dépression de terrain, comme un vallon, pour que la neige passe par-dessus celle-ci et que les congères s'accumulent de l'autre côté.
Les barrières déflectrices sont des barrières en chicanes, ou de murs verticaux, montées en angle horizontal avec le vent dominant. Elles dirigent le flux d'air dans la direction horizontale désirée. Elles créent également une accélération qui produit une érosion de la neige, ce qui élimine les congères qui pourraient se former à l'endroit à protéger. Par exemple, si les vents dominants sont de l'arrière vers l'avant d'un édifice, le flux d'air passera de chaque côté et au-dessus de l'édifice et les congères pourront être importantes sur le devant de celui-ci où le vent est presque nul. En plaçant un panneau vertical à quelques mètres d'un coin avant de l'édifice avec un angle de 45 degrés, le flux d'air est dévié vers l'avant ce qui empêchera la formation de congères si l'accès à une porte doit être dégagé.